# 2012 en numismatique
Chronologie de la numismatique
- 2011 en numismatique - 2012 en numismatique - 2013 en numismatique

Cet article présente les faits marquants de l'année 2012 en numismatique.

## Principaux événements numismatiques de l'année 2012

### Par dates

#### Janvier
- 1er janvier 2012 :
  -  Zone euro : émission de la  série de pièces de 2 euros du 10e anniversaire de l'introduction des billets et des pièces en euro[1].

#### Février
- 3 février 2012 :
  -   Allemagne : émission de la ?e pièce commémorative de 2 euros du pays et 7e sur 16 de la série des Länder, consacrée au land de Bavière[2]. Sur cette pièce est représenté le château de Neuschwanstein[2].
- 5 février 2012 : 
  -  États-Unis : émission de la pièce du président Chester Arthur de la série de pièces de 1 dollar des Présidents des États-Unis.

#### Mars
- 26 mars 2012 :
  -  Canada : sortie du nouveau billet de 50 dollars canadiens de la série polymère.

#### Mai
- 25 mai 2012 : 
  -  États-Unis : émission de la pièce du président Grover Cleveland (1er mandat) de la série de pièces de 1 dollar des Présidents des États-Unis.

#### Août
- 16 août 2012 : 
  -  États-Unis : émission de la pièce du président Benjamin Harrison de la série de pièces de 1 dollar des Présidents des États-Unis.

#### Octobre
- 12 octobre 2012 : 
  -  États-Unis : émission de la pièce d'Alice Paul de la série de 10 dollars des Premières épouses des États-Unis.

#### Novembre
- 7 novembre 2012 :
  -  Canada : sortie du nouveau billet de 20 dollars canadiens de la série série polymère.
- 15 novembre 2012 : 
  -  États-Unis :
    - émission de la pièce du président Grover Cleveland (2e mandat) de la série de pièces de 1 dollar des Présidents des États-Unis.
    - émission de la pièce de Frances Cleveland de la série de 10 dollars des Premières épouses des États-Unis.

#### Décembre
- 6 décembre 2012 : 
  -  États-Unis : émission de la pièce de Caroline Harrison de la série de 10 dollars des Premières épouses des États-Unis.
- 20 décembre 2012 : 
  -  États-Unis : émission de la pièce de Frances Cleveland de la série de 10 dollars des Premières épouses des États-Unis.

#### Année
- Liste des pièces de collection françaises en euro (2012)